# Gigney
Gigney település Franciaországban, Vosges megyében. Lakosainak száma 58 fő (2022. január 1.). Gigney Fomerey, Domèvre-sur-Avière, Bocquegney és Mazeley községekkel határos.

## Népesség
A település népességének változása:
| Lakosok száma | 55   | 49   | 46   | 49   | 53   | 56   | 56   | 58   |
|               | 2013 | 2015 | 2017 | 2018 | 2019 | 2020 | 2021 | 2022 |